# 乔治·韦瑟里尔
乔治·W·韦瑟里尔（英語：George W. Wetherill，1925年8月12日—2006年4月19日）是一位美国天体物理学家，曾任华盛顿卡内基科学研究所地磁系名誉主任。